# Марсель Періо
Марсель Періо (фр. Marcelle Perriod) — французька письменниця (народилася 11 жовтня 1937 року в Парижі і померла 22 січня 2011 року). Вона створила у співавторстві з чоловіком Жан-Луї Фрессом (фр. Jean-Louis Fraysse) ряд літературних творів для молоді під колективним псевдонімом Мішель Грімо.